# Chantenay-Villedieu
Chantenay-Villedieu – miejscowość i gmina we Francji, w regionie Kraj Loary, w departamencie Sarthe.
Według danych na rok 1990 gminę zamieszkiwało 648 osób, a gęstość zaludnienia wynosiła 23 osób/km² (wśród 1504 gmin Kraju Loary Chantenay-Villedieu plasuje się na 754. miejscu pod względem liczby ludności, natomiast pod względem powierzchni na miejscu 323.).